# سیارک ۴۶۹۸
سیارک ۴۶۹۸ (به انگلیسی: 4698 Jizera، نامگذاری:1986RO1) چهار هزار و ششصد و نود و هشتمین سیارک کشف شده‌است که در ۴ سپتامبر ۱۹۸۶ کشف شد.
قدر مطلق سیارک برابر ۱۳٫۳۰ است.